# Тарас Хтеј
Тарас Јурјевич Хтеј (рус. Тарас Юрьевич Хтей; Забужја, 22. мај 1982) бивши је руски одбојкаш.

## Каријера
Рођен је 22. маја 1982. године у селу Забужја, Лавовска област (данас Украјина, тада део Совјетског Савеза). Играо је на позицији коректора. У каријери се највише задржао у екипи Белогорје, за који је наступао од 2009. до 2017 године, када је и завршио играчку каријеру.
Са репрезентацијом Русије освојио је злато на Олимпијским играма у Лондону 2012. године, после победе у финалу над Бразилом. На Играма у Атини 2004. године освојио је бронзану медаљу. 
Са репрезентацијом је освојио још два сребра, прво на Светском првенству 2002. године одржаном у Аргентини и потом на Европском првенству 2005. године одржаном у Србији и Италији.

## Приватни живот
Ожењен је са Јаном, кћерком Генадија Шипулина, некадашњег одбојкашког тренера и селектора Русије. Има четири ћерке — Аделину, Арину, Алису и Агнију.

## Успеси
Русија
- медаље
- злато: Олимпијске игре Лондон 2012.
- бронза: Олимпијске игре Атина 2004.